# Avro Anson
Авро Энсон (англ. Avro Anson) — британский многоцелевой самолёт. Создан конструктором компании A.V. Roe (Avro Aircraft). Самолёт первый раз поднялся в воздух 24 марта 1935 г. Серийный самолёт, обозначенный как Anson Мк1, взлетел 31 декабря 1935 г.
Avro Anson серийно производился с 1935 до 15 мая 1952 г. К началу войны в сентябре 1939 г. было произведено почти 1000 самолётов. Всего было произведено 6742 самолёта модели Мк1, из которых 3935 были построены в Вудфорде, а остальные в Йедоне. Многие из них во время войны использовались для обучения пилотов. 
Имел много модификаций.

## История создания
В мае 1933 года авиакомпания Imperial Airways предложила фирме «А. В. Роу энд компани» (Avro) сконструировать небольшой быстроходный самолёт для чартерных рейсов. Тактико-технические требования выданные авиакомпанией были следующие: самолет должен был перевозить четырёх пассажиров на расстояние свыше 676 км (420 миль) с крейсерской скоростью 209 км/ч (130 миль/ч), скорость сваливания не более 97 км/ч, а также способность удерживаться на высоте 610 м (2000 футов) при одном работающем двигателе.
В августе 1933 года коллектив проектировщиков КБ «Авро» в Манчестере, под руководством главного конструктора Роя Чедвика, подготовил проект самолета, который получил обозначение Авро 652 и представлял собой низкокрылый моноплан с убирающимся шасси, оснащенный двумя двигателями. Авиакомпания выдала заказ на два самолета. Первый полет состоялся в январе 1935 года.
В начале 1934 года министерство авиации Великобритании объявило конкурс на создание патрульного самолёта для королевских ВВС. Нужен был простой надежный самолет, способный на малой высоте неторопливо обследовать прибрежные воды, подолгу находясь в заданном районе патрулирования.
Английские авиационные фирмы, участвующие в конкурсе, представили свои проекты, в том числе и КБ «Авро» — военизированный вариант проектируемого гражданского самолета. От своего гражданского прототипа Авто 652А отличался более мощными двигателями, вооружением из двух пулеметов калибра 7,69 мм и небольшой бомбовой нагрузкой
После рассмотрения проектов министерство авиации заказало постройку двух опытных машин — Авро 652А и Де Хевилленд DH89М (переделка пассажирского биплана DH89 «Драгон Рэпид»). Сравнительные испытания в Госпорте выиграла фирма «Авро». 25 мая самолет официально приняли на вооружение ВВС под названием «Энсон», в честь английского адмирала XVIII века Джорджа Энсона. Заказ был выдан на 174 серийных самолетов.
В марте 1935 года два гражданских Авро 652 официально передали авиакомпании Imperial Airways, которая выпустила их на линию Крой-дон-Бриндизи, где они летали до 1939 года. Позже эти самолеты продали компании Air service training, как учебные для подготовки пилотов гражданской авиации. В феврале 1941 года, уже в ходе войны, их реквизировали ВВС.
Первый серийный военный вариант Авро 652 вышел из цеха завода в Вудфорде - 31 декабря 1935 года. В феврале 1936 года, первые Авро 652 получила эскадрилья в Мэнсоне, а 6 марта английские  ВВС официально объявили самолет боеспособным и выдали новый заказ фирме Авро на 135 "Энсонов". Серийное производство самолета было развернуто на заводах «Авро» в Ньютон-Хиэсе, Чеддертоне и Йидоне, учебные модификации производились в Канаде. Всего было построено 11 029 самолетов различных модификаций. Последний «Энсон» был выпущен в 1952 году. Самолет находился в производстве 17 лет и эксплуатировался до 28 июня 1968 года.

## Конструкция

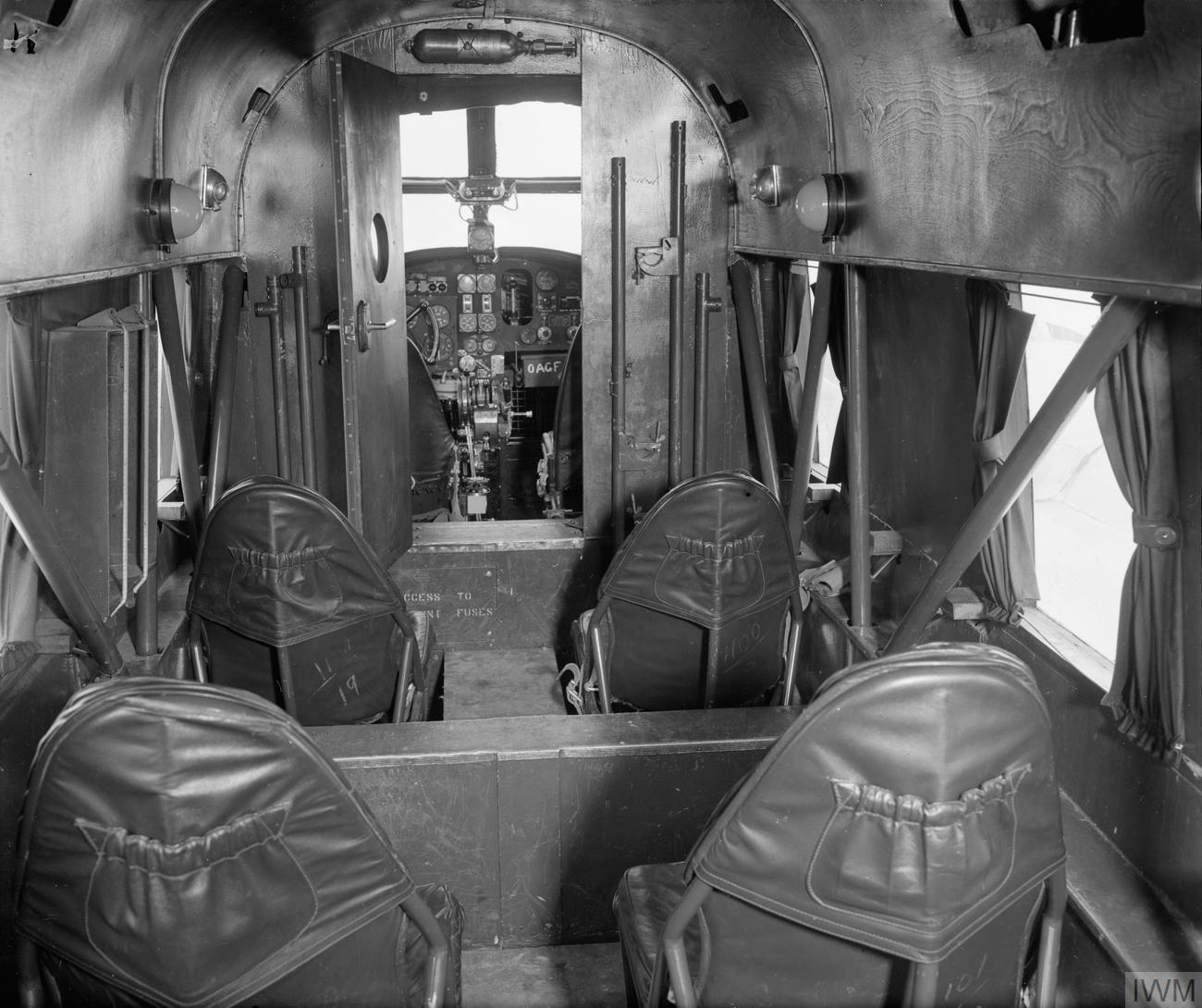
Интерьер пассажирского салона самолёта Anson C Mark XI, впереди видна кабина

Avro Anson двухмоторный свободнонесущий моноплан с низкорасположенным крылом, смешанной конструкции. Экипаж состоял из трех человек: пилота, пилота-штурмана и стрелка-радиста. Конструкция Mk I, была в большей части сохранена от гражданского Avro 652, но от гражданского варианта он отличался и внешне и внутри.
Крыло — низкое, цельнодеревянное. трапециевидное в плане с закруглёнными концами. Каркас крыла образовывали две балки из елового короба и нервюры-ребра из фанеры. Обшивка крыла — фанера. 
Механизация крыла — элероны большого удлинения. Каркас элеронов металлический, обшивка полотно.
Фюзеляж — каркас фюзеляжа представлял собой пространственную ферму, сваренную из стальных труб. Носовая часть фюзеляжа была обшита панелями из магниевого сплава, остальная часть полотном. Передняя часть  фюзеляжа откидывалась в левую сторону и обеспечивала доступ к багажному отделению. За передним багажным отделением находилась кабина экипажа. Пилот и пилот-штурман располагались рядом бок о бок. В верхней части фюзеляжа, сразу за кабиной пилота крепилась антенна. В хвостовой части фюзеляжа находилось место радиста. Доступ в самолет осуществлялся через дверь расположенную слева ближе к хвостовой части фюзеляжа.
Хвостовое оперение — деревянное.
Шасси — трехопорное с задним фиксируемым колесом. Основные стойки в полете убирались в ниши, расположенные в днище мотогондол. Колеса основных стоек были снабжены пневматическими тормозами. Уборка шасси осуществлялась через механический привод, ручка кривошипа располагалась рядом с креслом пилота, чтобы убрать шасси необходимо  ручку провернуть 144 раза.
Силовая установка — два семицилиндровых радиальных двигателя с воздушным охлаждением Armstrong Siddeley Cheetah IX, мощностью по 350 л.с. Каждый.двигатель имел отдельный топливный и масляный бак и собственный дублированный топливный насос. Алюминиевые сварные топливные баки, были установлены внутри крыльев. Капоты двигателей имели уменьшенный диаметр, для улучшения внешнего обзора, что считалось особенно ценным для разведывательных самолетов. Воздушные винты металлические двухлопастные с фиксированным шагом.
Вооружение — в носовой части располагался пулемет калибра 7,7 мм, который  управлялся пилотом, в верхней части фюзеляжа была установлена вручную управляемая турель, с пулемётом калибра 7,7 мм. В крыльях самолета подвешивались бомбы общим весом до 160 кг.

## Эксплуатация и боевое применение
Большая часть всех самолетов «Энсон», выпущенных фирмой «Авро», досталась созданному в 1936 году Береговому командованию британских королевских ВВС. К началу 1939 года этими самолетами были укомплектованы 12 эскадрилий. Хотя к 1939 году «Энсон» уже не удовлетворял требованиям Берегового командования, тем не менее, 11 эскадрилий Берегового командования встретили войну на «Энсонах»
Несмотря на слабое оборонительное вооружение, отсутствие бронезащиты для экипажа и протектирования бензобаков эти устаревшие самолеты внесли немалый вклад в проводку конвоев, поиск и уничтожение подводных лодок, в спасательных операциях. «Энсон» был прочен и довольно живуч.
В открытом море «Энсон» редко сталкивался с истребителями, а крупные немецкие бомбардировщики и гидросамолёты, гораздо лучше вооруженные, «Энсоны» атаковали довольно часто. Временами удавалось успешно отбиваться и от истребителей. Однако огневая мощь самолета была явно недостаточна и в частях монтировали дополнительные пулеметы в окнах кабины, из которых штурман вел огонь. Эти огневые точки частично перекрывали мертвые зоны в передней полусфере.
Во второй половине 1940 года начались массовые поставки американских самолетов «Хадсон», которые значительно превосходили «Энсон» по скорости и почти втрое по дальности. Это позволило перевооружить патрульные эскадрильи на новую технику. «Энсоны» продолжали летать над морем до 1942 года, но уже в составе спасательных эскадрилий ВВС. В Австралии самолёты оснастили радиолокаторами для обнаружения надводных целей.
В декабре 1939 года был принят совместный учебный план ВВС Британского содружества и «Энсон» был выбран в качестве стандартного учебного многомоторного самолета — надежный, дешевый, экономичный и простой до примитивности «Энсон» хорошо подходил для этих целей. 
Большая часть учебных самолетов не имела вооружения. 2476 самолетов было выпущено без пулеметов, этот вариант с куполом турели без пулемета был очень удобен для обучения штурманов астронавигации. 313 самолетов было выпущено для обучения воздушных стрелков
Производство «Энсонов» возросло, в 1939 году ВВС выдали заказ на 1500 самолетов, а затем еще на 800. В 1943 году к выпуску «Энсонов» подключился новый мощный завод в Чедоне. «Энсон» оставался основной учебной машиной для подготовки пилотов, штурманов и стрелков бомбардировочной авиации на протяжении всей войны.
Во время войны продолжался и экспорт «Энсонов» В Австралии самолеты в 1941—1942 гг. принимали участие в войне на Тихом океане, на этих машинах летали 2-я, 4-я и 6-я бомбардировочные эскадрильи. Австралийские ВВС использовали их для патрулирования побережья, а впоследствии, как учебные и легкие транспортные самолеты. Как транспортные самолёты они прослужили всю войну, затем до 1948 года находились на консервации. Последний из них списали в 1963 году. Некоторые количество самолетов было передано в Южно-Африканский Союз, здесь их использовали для патрулирования побережья. Один «Энсон» в Южной Африке оснастили поплавками и использовали как налетающей(?) учебный гидросамолёт.
В 1944 году выпустили военно-транспортные варианты «Энсона». Предполагалось, что они будут использоваться как штабные, санитарные и легкие грузовые самолеты. Последние самолеты выпускались с цельнометаллическими крыльями, более мощными моторами и гидроприводом шасси и щитков. Все эти самолеты эксплуатировались в Великобритании.
После окончания войны самолеты «Энсон» сняли с вооружения английских ВВС и большую часть продали за рубеж. Так они оказались в строю военной авиации Бельгии, Египта, Ирана, Израиля, Норвегии, Португалии, Саудовской Аравии.
Голландские летчики, служившие во время войны в Англии, возвращались на родину на нескольких «Энсонах» которые затем использовались для возрождения ВВС Нидерландов; в дополнение к ним голландское правительство купило еще десять самолетов. 
Один самолет попал в Чехословакию. 
Крупнейшим покупателем «Энсонов» оказалась Франция, получившая 223 самолёта, которые использовались в лётных школах, в морской авиации для патрулирования побережья и в колониальных эскадрильях в Сирии и Африке.
Более трехсот самолетов «Энсон» различных модификаций продали частным фирмам. Дешевые, простые, экономичные, неприхотливые к аэродромам они хорошо прижились на местных авиалиниях в отдаленных районах. В Шотландии самолет использовался как почтовый, в Кении — в сельскохозяйственной авиации боролся с саранчой, в Адене самолет использовался как санитарный.
Широкое распространение самолет получил в странах Британского содружества, в бывших колониях и протекторатах - в Уганде, Сингапуре, Бахрейне, Иордании. Этот самолет переоборудовали в пассажирские, грузовые, летающие лаборатории, учебные для пилотов гражданской авиации.
На базе «Энсона» было создано несколько специализированных типов учебных самолетов: Т.20 — учебный бомбардировщик с остекленной носовой частью и бомбовым прицелом; Т.21 — летающий класс штурманского дела; Т.22 — самолет для обучения радистов. Т.22 выпущенный в 1952 году стал последней модификацией «Энсона». Всего было выпущено 38 модификаций. 
Последним изготовленным самолетом стал учебный Т.21, выпущенный в мае 1952 года.
После снятия самолета с производства он еще долго состоял на вооружении английских ВВС, там он стоял на вооружении 34 года, надежно служив там, где он был нужен. Последний «Энсон» был списан 29 июня 1968 года (в этом же году шесть санитарных самолетов «Энсон» использовались в Гражданской войне в Нигерии)
В Англии этот самолет до сих пор помнят и чтят. В различных музеях страны хранятся шесть «Энсонов» разных модификаций и разных годов выпуска.

### В других странах
«Энсон» хорошо зарекомендовал себя в качестве патрульного самолета и к нему начали проявлять интерес за рубежом, особенно страны с побережьем, которое надо контролировать. Первые 12 самолетов заказала Австралия, после поставки первого заказа, австралийцы заказали еще 36. Десять самолетов из этого заказа комплектовались специальным прибором для слепого полёта. Позднее самолеты этого типа закупались и как учебные. В общей сложности, до начала войны, Австралия получила 80 самолетов.
Три самолета приобрела Финляндия, один — Эстония. Эстонский самолет в 1940 году достался Советскому Союзу и, в отличие от других эстонских самолетов, он не пошел на слом, а вошел в состав авиаэскадрилии Красной Армии и вместе с ней встретил начало Великой Отечественной войны в Прибалтике.

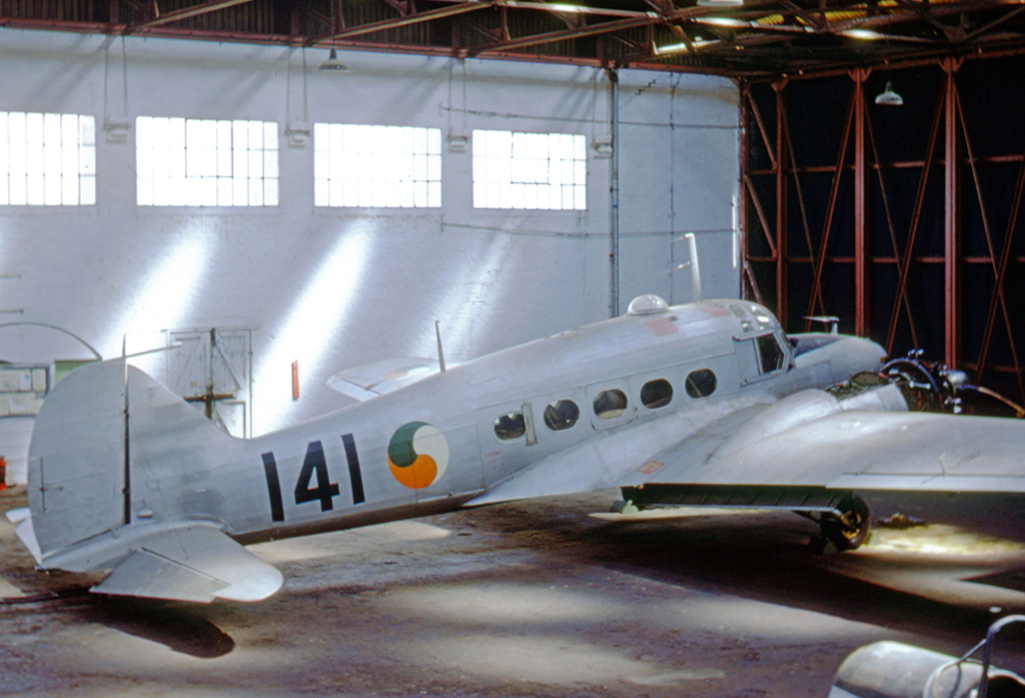
Avro 652A Anson C.19, состоявший на вооружении воздушного корпуса Ирландии

В октябре 1936 года один самолет без вооружения перегнали в Египет. В Египте самолет собирались испытать на предмет возможной закупки для оснащения бомбардировочно-транспортной эскадрильи египетских ВВС. Этот образец так и остался единственным. В марте 1937 года четыре самолета отправили в Ирландию. В Ирландии этими самолетами укомплектовали патрульное звено береговой охраны.
Турция заказала 25 самолетов, перед началом Второй Мировой войны успели отправить шесть штук, остальные реквизировали английские ВВС. 
В июне 1939 года 12 "Энсонов было отправлено в Грецию, которые в дальнейшем участвовали в боевых действиях против вторгшейся итальянской армии. Часть греческих самолетов, после вступления Германии в войну против Греции, попали в руки к немцам, а нескольким машинам удалось перелететь в Египет, где их использовали англичане.
В 1938—1939 гг. шесть самолетов англичане подарили Ираку. Ровно через полгода  эти самолеты были уничтожены при ударе английской авиации по иракскому аэродрому во время подавления мятежа прогермански настроенного премьер-министра Ирака.

## Производство в Канаде
В период 2-й мировой войны производство «Энсонов» было организовано в Канаде. В 1940 году правительство Канады поручило фирме "Федерал Эйркрафт освоить выпуск этих самолётов для учебных целей. Конструкция самолёта была доработана применительно к имеющимся в Канаде комплектующим и технологиям. Это была модификация «Энсон» II.
Первая опытная машина совершила полёт 21 августа 1941 года. На канадском варианте стояли американские двигатели, мощностью по 330 л. с. Также было изменено остекление, шасси и установлен гидропривод для управления шасси и щитками.
С привлечением шести субподрядчиков было изготовлено 1050 самолётов. 50 из них передали ВВС армии США. на эти самолёты устанавливали двигатели Джекобс R-915-7. С этими же двигателями строили самолёты для Канады и английские заводы. Еще 223 самолёта изготовили с двигателями Райт R-760 Е1.
В 1942 году на конвейерах канадских заводов стали выпускаться «Энсон» V. Фюзеляж этих самолётов изготавливался как фанерный монокок, без несущей стальной рамы, внедрили круглые иллюминаторы, вместо сплошных полос остекления. Вооружение на эти самолёты не ставили. Эту модификацию изготовили в количестве 1070 экземпляров на трёх фирмах — «Федерал Эйркрафт», «Канадиэн Кар энд Фаундри» и « Макдональд Бразерс Эйркрафт». На базе этого самолета выпустили ещё и вариант для обучения воздушных стрелков. Самолеты «Энсон» V эксплуатировались канадскими ВВС до конца 1950-х годов.

## Модификации
Модификации:

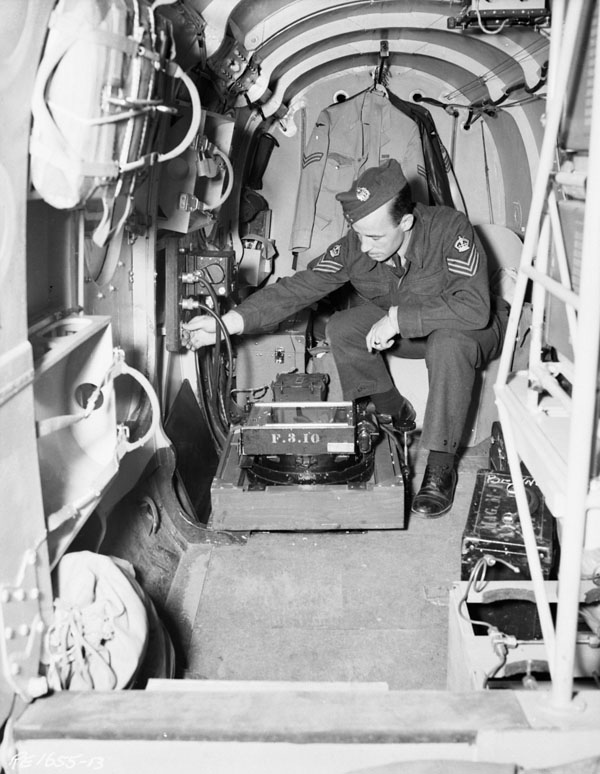
Сержант из 14-й эскадрильи ВВС Канады устанавливает камеру для аэрофотосъёмок на Avro Anson V. Рокклифф, Онтарио, 4 июля 1944 года.

- Avro Anson Mk I — оснащался двумя двигателями Armstrong Siddeley Cheetah IX, вооружение два пулемёта калибра 7,7 мм ( один в носовой части фюзеляжа, второй на турели в хвостовой части), две бомбы под центропланом и восемь бомб под крыльями. На двух заводах в Вудфорде и в Йидоне было выпущено 6742 самолёта.
- Mk II - изготавливался в Канаде. Оснащался двигателями Jacobs L-6 MB R-915 (см. Jacobs R-915[англ.]), мощностью 330 л.с., оснащался гидравлической системой уборки шасси.
- Mk III - 432 самолёта Mk I переоборудовались в Канаде под двигатели Jacobs L-6 MB R-915
- Mk IV -  один самолёт Mk I переоборудовался в Канаде под двигатели Wright Whirlwind
- Mk V - 1069 самолётов было построено в Канаде для обучения штурманов. Двигатели Pratt & Whitney R-985 Wasp Junior, мощностью 450 л.с. и новым несущим деревянным фюзеляжем разработанным в США.
- Mk VI - один самолёт был построен в Канаде для обучения бомбометанию и стрельбе.
- Mk X - 104 Anson Mk I были переоборудованы под транспортную версию с усиленным полом кабины.
- Mk XI и Mk XII - 90 Anson Mk I были переоборудованы под Mk ХI, 221 самолёт был построен вновь. Самолёты были оснащены гидравлическим приводом закрылков и шасси.
- Mk XIII - учебно-артиллерийский тренажёр (проект)
- Mk XIV - стрелковый тренажёр (проект)
- Mk XV - тренажёр по бомбометанию (проект)
- Mk XVI - тренажёр по навигации (проект)
- C 19 — связной и транспортный самолёт; 264 построены для Королевских ВВС.
- Т.20 - изготовлено 60 экземпляров для Южной Родезии. Учебный самолёт для бомбометания и штурманской подготовки.
- Т.21 - изготовлено 252 экземпляра. Учебный самолёт для лётной подготовки по навигации.
- С.21 - модификация Т.21 под транспортный и связь.
- Т.22 - изготовлено 54 экземпляра. Учебный самолёт для радистов.
- Энсон 18 - 12 самолётов было передано Королевским ВВС Афганистана для использования в качестве самолётов связи, полицейского патрулирования и аэрофотосъёмки.
- Энсон 18C — 13 самолётов построено для правительства Индии, использовались для тренировки экипажей гражданских самолётов.
- Энсон 19 - было построено 56 самолётов. Версия для гражданского транспорта.
- АТ-20 - было построено 50 экземпляров в Канаде для ВВС США.

## Тактико-технические характеристики (Mk I)

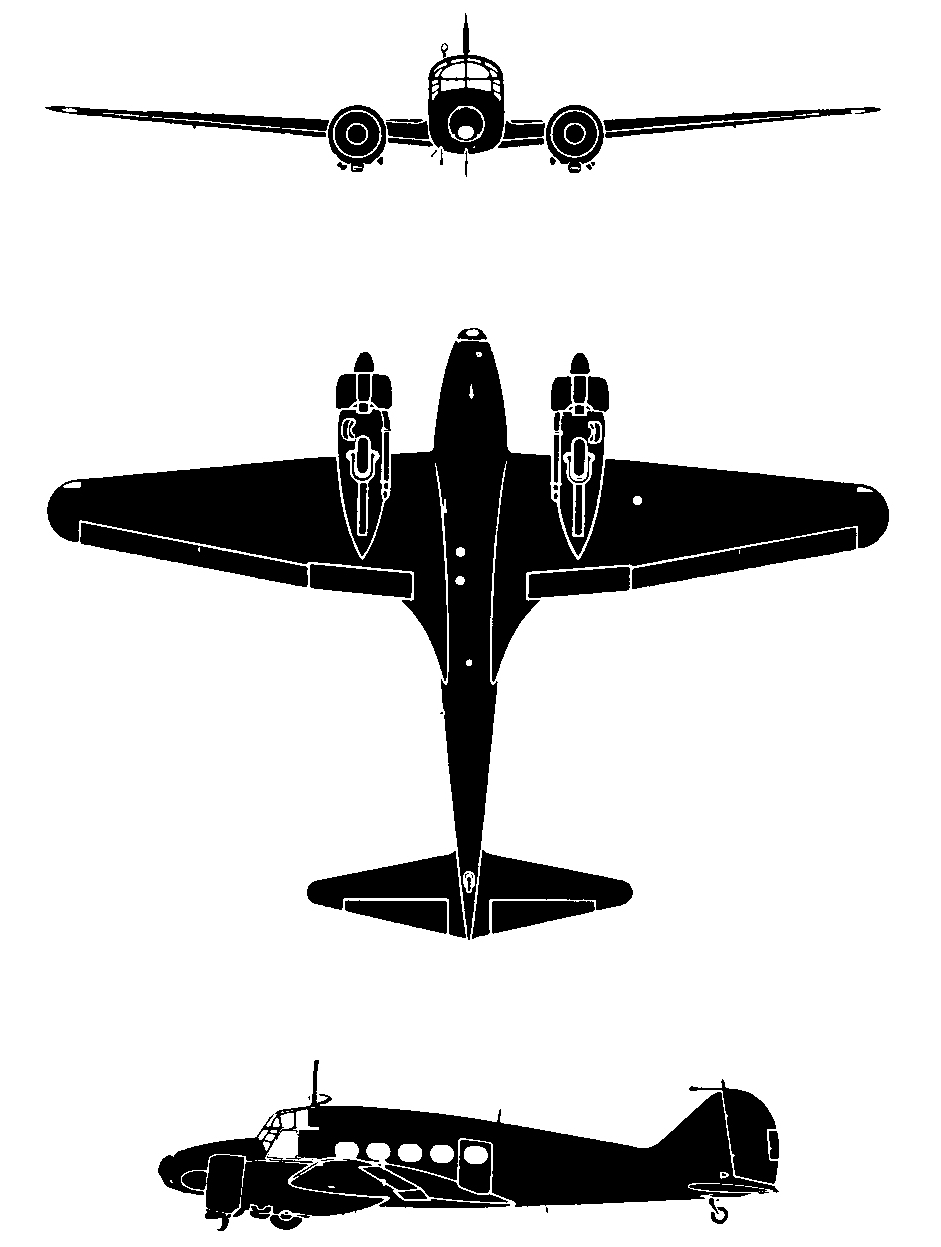
Схема Avro Anson T20

### Технические характеристики
- Экипаж: 3-4 человека
- Длина: 12,88 м
- Размах крыла: 17,22 м
- Высота: 3,99 м
- Площадь крыла: 43,1 м²
- Масса пустого: 2 500 кг
- Масса снаряжённого: 3 608 кг
- Максимальная взлётная масса: 3 900 кг
- Двигатели: 2× радиальных Armstrong Siddeley Cheetah IX мощностью 350 л.с. (260 кВт)

### Лётные характеристики
- Максимальная скорость: 303 км/ч на высоте 2 135 м
- Крейсерская скорость: 254 км/ч
- Дальность полёта: 1 271 км
- Практический потолок: 5 790 м
- Скороподъёмность: 3,8 м/с
- Нагрузка на крыло: 83,9 кг/м²
- Тяговооружённость: 140 Вт/кг

### Вооружение
- Пулемётно-пушечное:
  - 1× 7,7 мм пулемёт в носовой части
  - 1× 7,7 мм пулемёт Vickers K в верхней фюзеляжной точке
- Бомбовая нагрузка: 160 кг

## Военные
Великобритания
- Royal Air Force
- Royal Navy

 Канада

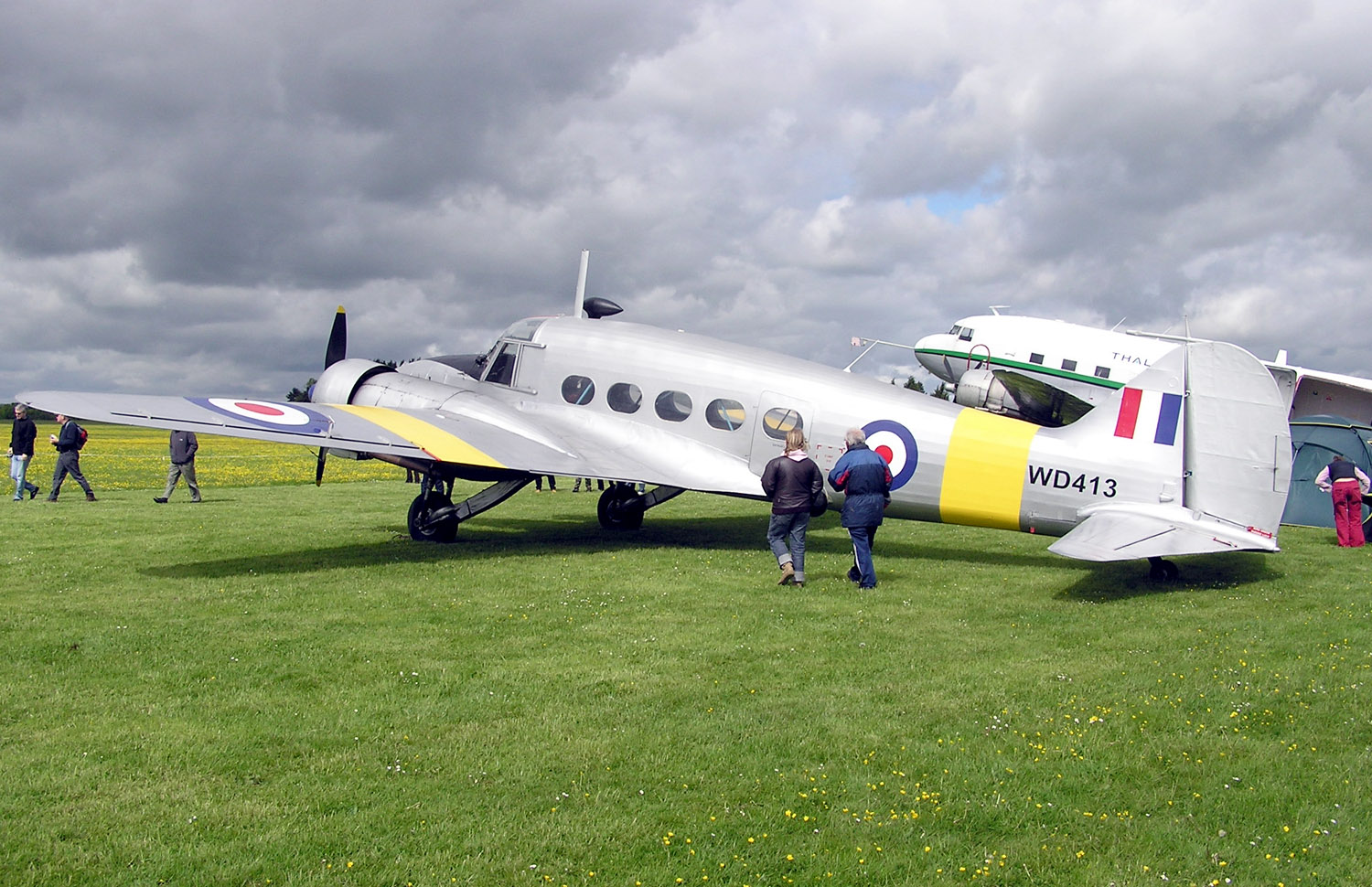
Avro Anson WD413 of the Air Atlantique Classic Flight

- Королевские канадские ВВС и авиация флота; списаны в 1952 году

 Австралия
- Королевские военно-воздушные силы Австралии: 1028 самолётов, списаны в 1955 году.

 Новая Зеландия
- Королевские военно-воздушные силы Новой Зеландии:

 Южно-Африканская Республика
- Военно-воздушные силы Южно-Африканской Республики

 Южная Родезия
- ВВС Южной Родезии

 Британская Индия
- Royal Indian Air Force[3]

 Королевство Афганистан
- ВВС Афганистана: 13 самолётов Anson 18 были поставлены начиная с 1948 года, сняты с эксплуатации к 1972 году.

 Бельгия
- ВВС Бельгии 15 Anson I и 2 Anson 12 использовались в 1946-1954 гг.

 Ботсвана
 Греция
- Королевские ВВС Греции: в 1938 году было заказано 12 самолётов Mk I в качестве морских патрульных. 5 из них после вторжения Германии перелетели в Египет и воевали под британским командованием до замены в 1942 году на Bristol Blenheim[4].

 Египет
- Королевские ВВС Египта: 1 самолёт.

 Индия
- ВВС Индии

 Королевство Ирак
- Королевские ВВС Ирака: получены в дар 6 самолётов, уничтожены в 1941 году.

 Иран
- Шахские ВВС Ирана:

 Ирландия
- Воздушный корпус Ирландии: 4 самолёта.

 Израиль
- Военно-воздушные силы Израиля

 Нидерланды
- Королевские военно-воздушные силы Нидерландов (в т.ч. в составе 320-й эскадрильи RAF)
- авиация флота (MLD)

 Норвегия
- Королевские ВВС Норвегии

 Парагвай
- ВВС Парагвая 1 Mk.V, купленный у Аргентины в 1947 году.

 Португалия
- ВВС Португалии

 Родезия
- ВВС Родезии

 Саудовская Аравия
- Королевские ВВС Саудовской Аравии

 Сирия
- ВВС Сирии

 США
- ВВС Армии США: 50 самолётов канадской постройки поступили в ВВС под обозначением AT-20.

 Турция
- ВВС Турции: до начала войны получено 6 из 25 заказанных.

 Финляндия
- ВВС Финляндии: 3 Anson Mk. I куплены в 1936 году, использовались как учебные и связные, один потерян и 1 списан после аварии, последний летал до 1947 года.[5]

 Франция
- ВВС Франции
- Авиация ВМС Франции

 Чехословакия
- ВВС Чехословакии:  3 самолёта, 1945-1948 гг.

 Эстония
- ВВС Эстонии: 1 самолёт

 Королевство Эфиопия
- ВВС Эфиопии

 Югославия
- ВВС Югославии:

## Гражданские
Великобритания
- Министерство гражданской авиации
- Blue Line Airways
- British European Airways
- Finglands Airways
- Railway Air Services
- Sivewright Airways
- Starways
- Transair

 Австралия
- Woods Airways, WA (2 самолёта, 1948-1961 гг)
- Brain & Brown Airfreighters (1 самолёт, эксплуатировался по меньшей мере до 1977 года)
- East-West Airlines, 1 сохранившийся (не пригодный к полётам) самолёт в аэропорту Тэмуорт.

 Аргентина
- Cía de Tierras del Río Negro: по меньшей мере 1 самолёт (LV-FBR? Avro 652A Anson 19-2 c/n 1507), 1960.

 Бахрейн
- Gulf Aviation

 Бразилия
- Companhia Meridional de Transportes (3 Anson Mk. II, 1945-1946 гг).[6]

 Индия
- Директорат гражданской авиации

 Куба
- ANSA-Aerolíneas del Norte S.A.: 3 самолёта канадской постройки использовались с 1947 года до середины 1950-х гг.

 Португальский Тимор
- Transportes Aéreos de Timor: 2 Anson I.[7]